# سورينام
سورينام (بالهولندية: Suriname)، رسميًا جمهورية سورينام، هي دولة تقع في شمال أمريكا الجنوبية وتعتبر أحيانًا جزءًا من منطقة البحر الكاريبي وجزر الهند الغربية. يحدها من الشرق غيانا الفرنسية ومن الغرب غيانا. أما من الجنوب، فتحدها البرازيل ومن الشمال المحيط الأطلسي. سورينام هي أصغر دولة ذات سيادة من حيث المساحة وعدد السكان في أمريكا الجنوبية. وهو البلد الوحيد في المنطقة الناطق بالهولندية في نصف الكرة الغربي غير أنها غير تابعة للمملكة الهولندية. وهي دولة ذات تنوع ديني ولغوي وعرقي كبير. تبلغ مساحة سورينام 163,820 كم2. ويقدر عدد سكانها 616,500 نسمة عام 2021 والذي يعيش ربعهم على أقل من دولارين يومياً.

## أصل التسمية
اسم سورينام، يمكن أن يكون مشتق من تاينو (لهجة الأراواكية) جاء اسم الدولة سورينام مشتقاً ونسبة إلى قبائل «سورين» والتي كانت تسكن البلاد قبل أن يتم طردهم من قبل الهنود الأمريكان في القرن السادس عشر. وهم أول من سكنوا المنطقة قبل وصول الأوروبيين.
في الأصل، لقب البلد سورينام على أيدي المستوطنين الإنجليز الذين أسسوا أول مستعمرة في خليج مارشال، على طول نهر سورينام، وكانت تعرف سابقًا باسم غيانا الأراضي المنخفضة، غيانا هولندا أو غيانا الهولندية. "سورينام" لا يزال من الممكن العثور عليها في اللغة الإنجليزية. والمثال البارز على ذلك الخطوط الجوية الوطنية لسورينام، خطوط سورينام الجوية. "Suriname", /ˈsʊrəˌnæm/ أو /ˈsʊrəˌnɑm/. الاٍسم الإنجليزي القديم ينعكس من النطق الإنجليزي ل"سورينام"،/ˈsʊrəˌnæm/ or /ˈsʊrəˌnɑm/، في الهولندية، اللغة الرسمية في سورينام، والنطق هو /ˌsyriˈnamə/، مع التشديد على المقطع الثالث.

## الجغرافيا

خريطة لسورينام مع المناطق المتنازع عليها

سورينام هي أصغر دولة مستقلة في أمريكا الجنوبية. تقع على درع غيانا، يمكن تقسيم البلاد إلى اثنين من المناطق الجغرافية الرئيسية:
- المنطقة الشمالية; الأراضي المنخفضة الساحلية (ما يقرب من فوق خط ألبينا - بارانام - فاغينينغين) تم زراعتها. ومعظم السكان يعيشون بها.
- المنطقة الجنوبية; وتتألف من الغابات الاستوائية المطيرة والسافانا قليلة السكان على طول الحدود مع البرازيل، وتغطي نحو 80 ٪ من أرض سورينام.

### أنهار
أرض سورينام تضم سهولاً ساحلية منخفضة تشقها أنهار عديدة، يليها شريط من التلال الرملية والهضاب تغطيه الحشائش الكثيفة، ثم تأتي المرتفعات الداخلية التي تصل إلى أكثر من ألف متر كمتوسط لارتفاعها.

### جبال
هناك نوعان من السلاسل الجبلية هي جبال باخويس وجبال فان أسك فان ويجك ويعتبر جولياناتوب أعلى جبل في البلاد بارتفاع 1,286 مترا (4,220 قدم) فوق مستوى سطح البحر، إلى جانب جبال أخرى تشمل تافلبورغ على 1,026 مترا (3,370 قدم)، وجبل كاسيكاسيما على 718 مترا (2,360 قدم)، غولياتبورغ على 358 مترا (1,170 قدم) وفولتزبورغ على 240 مترا (790 قدم).

### المناخ

خريطة تصنيف كوبن للمناخ في سورينام.

يسود سورينام مناخ مداري تلطفه الرياح التجارية الموسمية، ويتميز المناخ بها بغزارة الأمطار، والتي يتركز سقوطها في الجزء الشمالي من البلاد على المناطق الساحلية، ويصبح المطر أكثر غزارة في فترة معينة من السنة وهي الفترة من ديسمبر إلى أبريل حيث تحدث الفيضانات وتزداد في البلاد نسبة الرطوبة وترتفع درجات الحرارة التي تعمل الرياح الشمالية الشرقية على تلطيفها، وتتراوح درجات الحرارة السنوية بين 23 – 32 درجة مئوية.

### المحميات الطبيعية

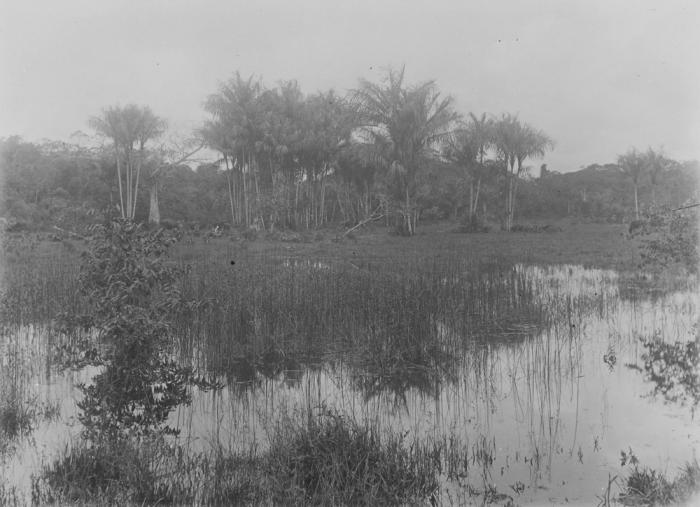
منظر لأحد الغابات المطيرة بسورينام

في الجزء العلوي من المستجمع المائي لنهر كوبينام، تقع محمية سورينام الطبيعية المركزية والتي تصنف ضمن قائمة اليونسكو لمواقع التراث العالمي بفضل التنوع الحيوي لغاباتها المطيرة البكر.

#### المتنزهات
هناك العديد من المتنزهات الوطنية في البلاد: محمية غاليبي الوطنية، حديقة كوبنام ماندينغ الوطنية ومحمية ويا ويا الوطنية على طول الشاطئ، محمية براونسبيرغ الوطنية، محمية رالغفالن/فولتزبورغ الوطنية، محمية طافلبورغ الوطنية وحديقة إلرتس دو هان الوطنية في الوسط ومحمية سيبالي واني الوطنية على الحدود البرازيلية. في المجموع، 12 % من أرض البلاد هي عبارة عن حدائق وطنية وبحيرات.

### المعالم

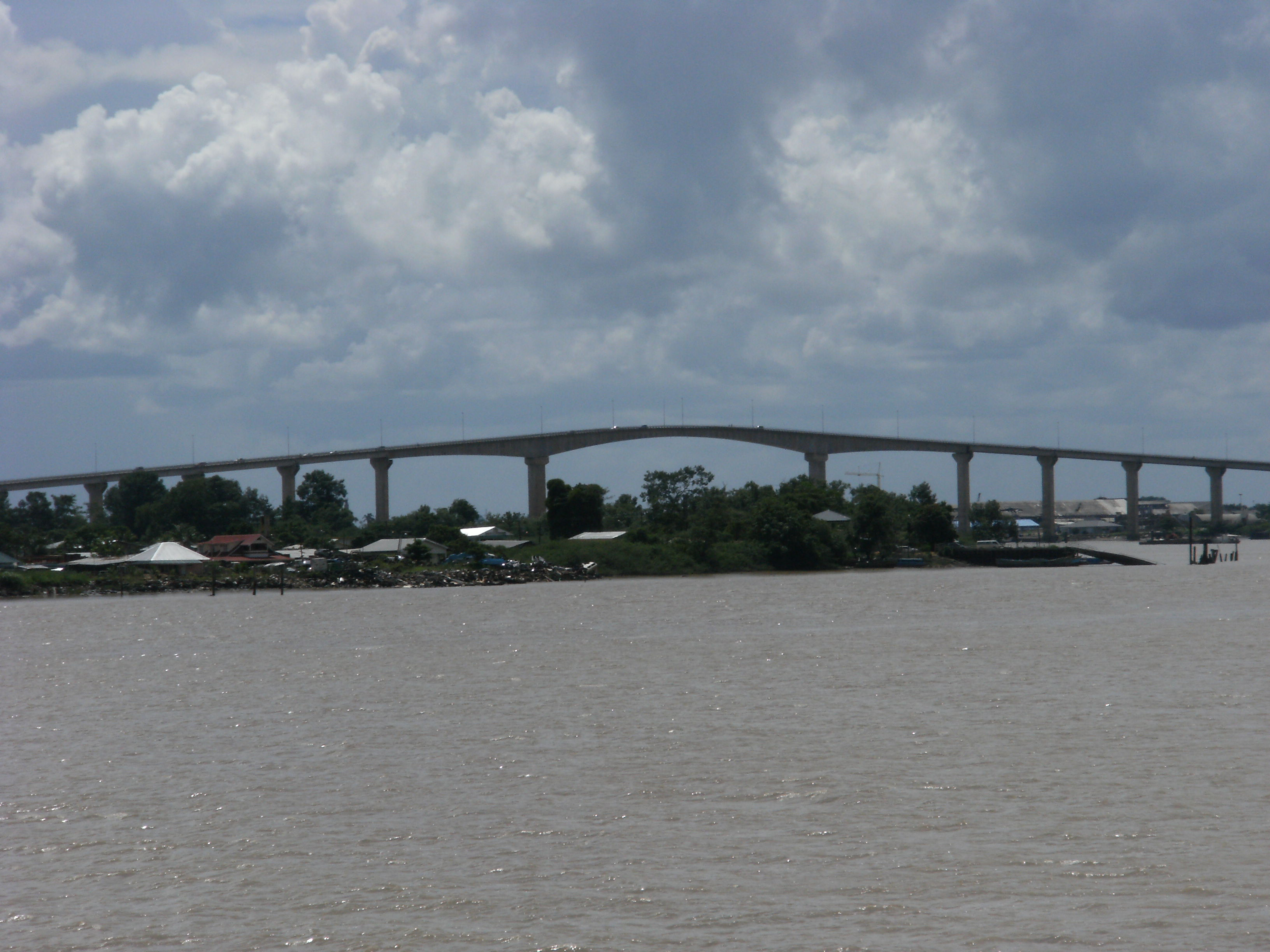
جسر جول البير فيجدينبوش

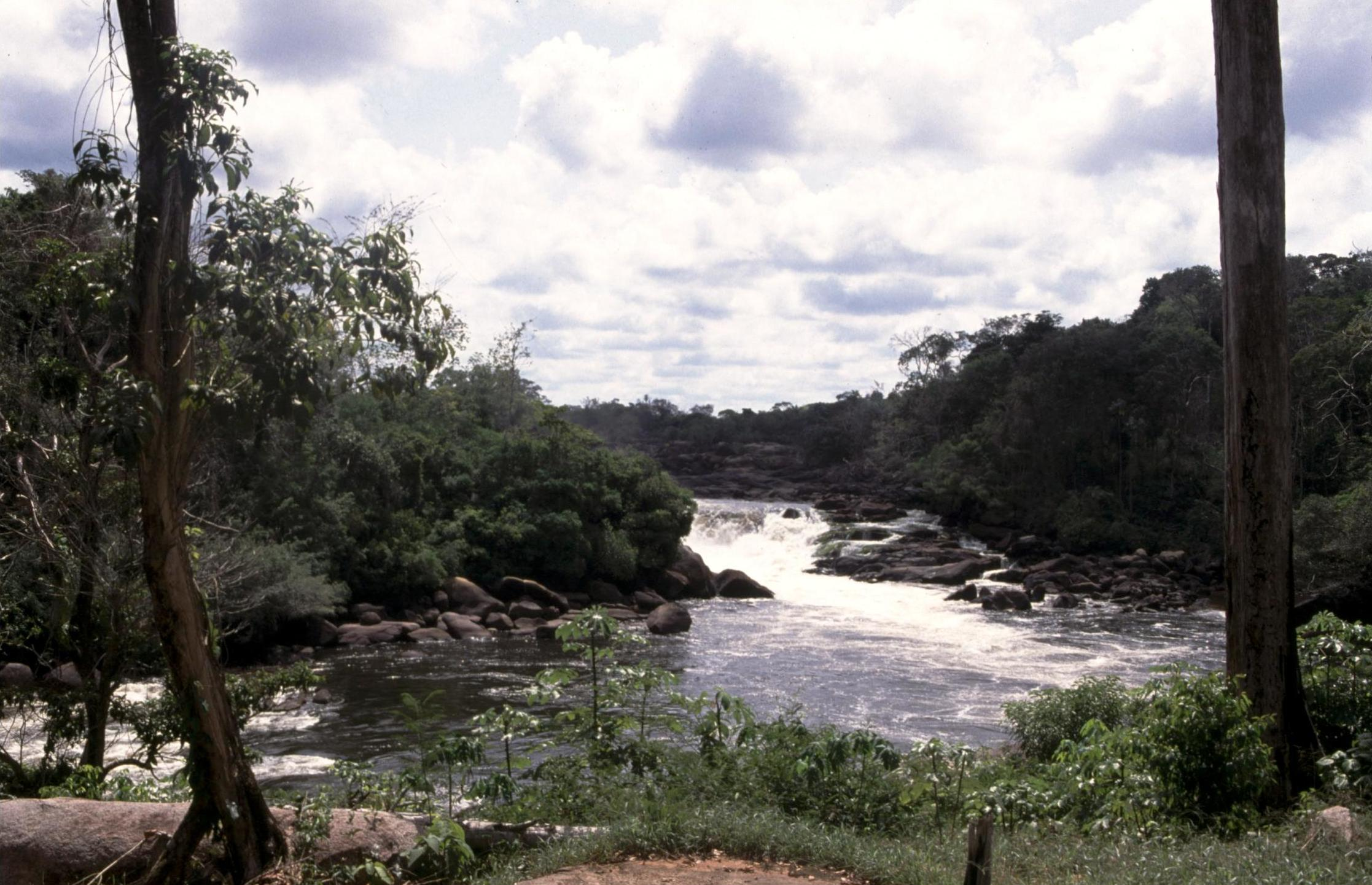
منظر النهر في سورينام.

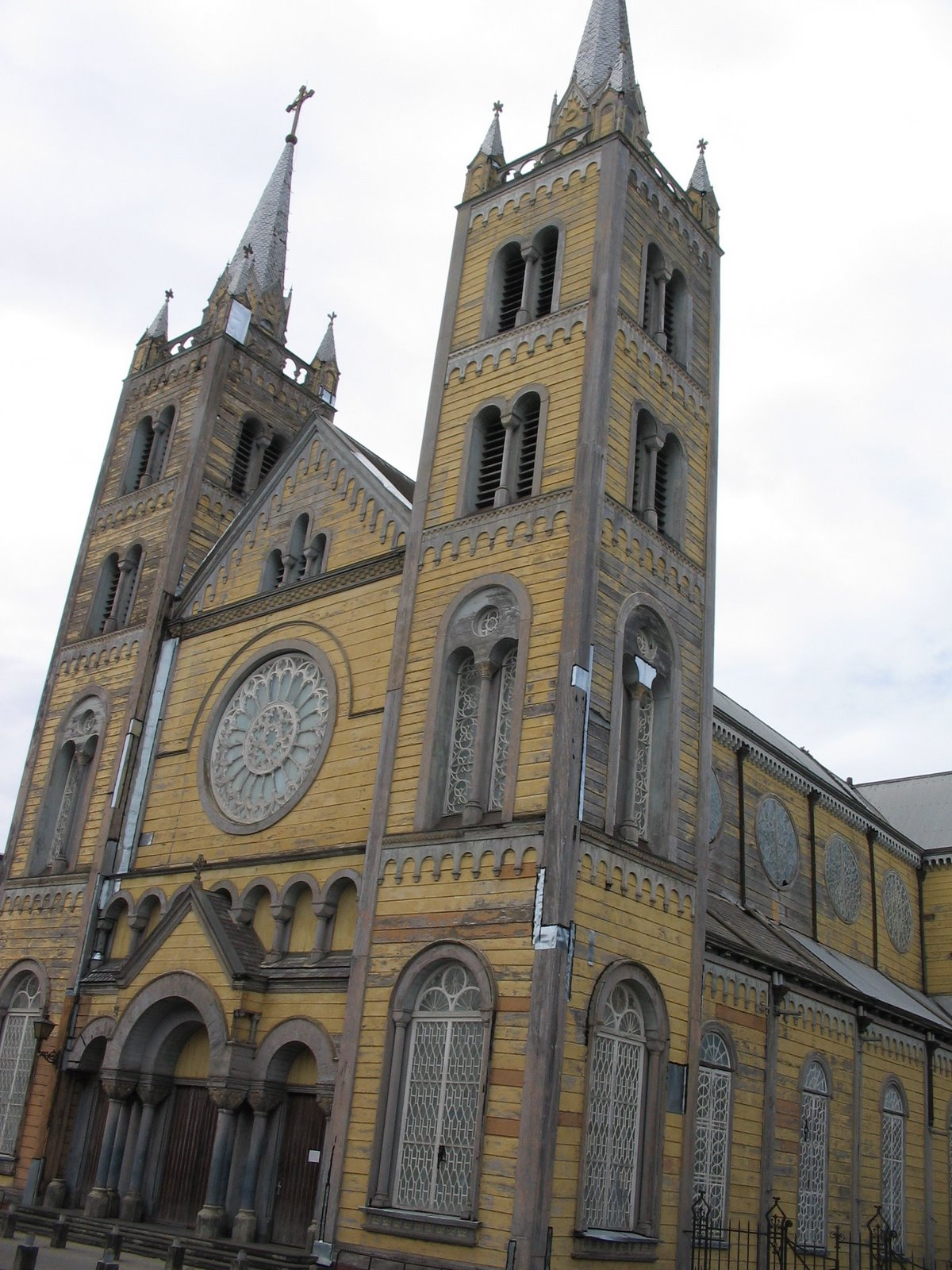
كاتدرائية القديس بطرس وبولس في باراماريبو

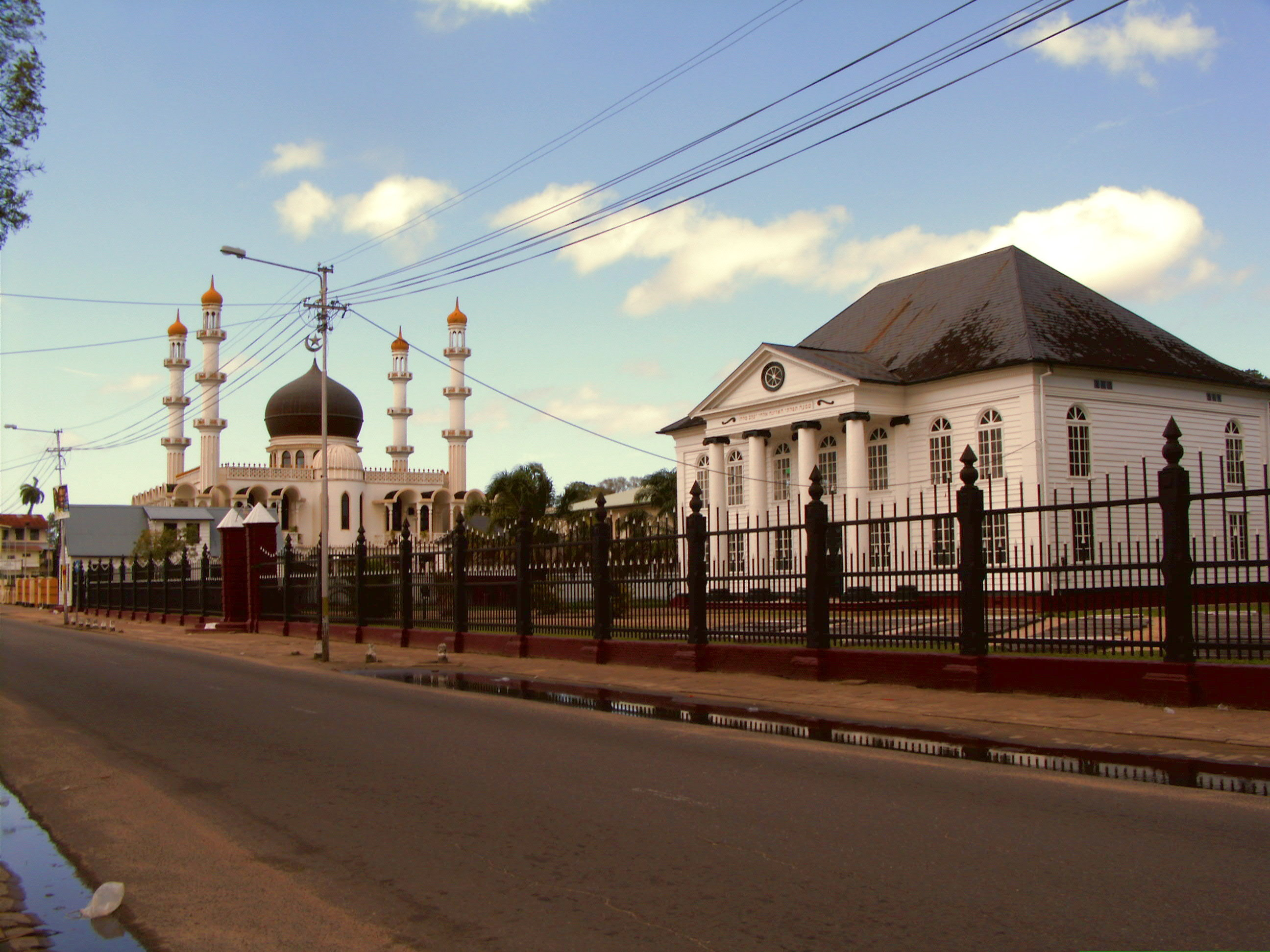
كنيس بجوار مسجد

ويجدنبوسكبروغ جول هو جسر فوق نهر سورينام بين باراماريبو وميرزورغ في مقاطعة كوميويجني. هذا الجسر بُني أثناء فترة ولاية الرئيس جول البير فيجدينبوش (1996-2000) واكتمل في عام 2000.
الجسر بارتفاع 52 مترا (170 قدم)، وبطول 504 مترا (4,930 قدم). وهو يصل باراماريبو بكوميويجني، الشيء الذي كان يتم سابق بواسطة القوارب (العبارات). الغرض من هذا الجسر هو تسهيل وتعزيز التنمية في الجزء الشرقي من سورينام. ويتكون الجسر من ممرين، وهو ليس في متناول المارة.
كاتدرائية القديس بطرس وبولس تعود ل 114 سنة مضت. قبل أن تصبح كاتدرائية كانت مسرح وكان يملكها لا بارا. المسرح تم بناؤه في عام 1809 وأحرق في عام 1820. بناء كاتدرائية القديس بطرس وبولس بدأت في 13 يناير 1883.
سورينام هي واحدة من البلدان القليلة في العالم حيث يقع كنيس بجوار مسجد (مكان آخر هو صوفيا، بلغاريا). المبنيين يقعان بجوار بعضهما البعض في وسط مدينة باراماريبو، ومن المعروف احترام الشعائر الدينية لكل منهما، وهو الشيء الضروري لبقائهما متجاورين.

### مظاهر السطح
تتنوع مظاهر السطح في سورينام حيث نجد بها العديد من المظاهر الجغرافية يأتي على رأس هذه المظاهر السهل الساحلي المستنقعي والذي يبلغ اتساعه حوالي 80 كم، ثم منطقة الهضبة المركزية والتي تضم مناطق واسعة من السافانا، هذا بالإضافة لعدة بقاع من الكثبان الرملية ومناطق الغابات، ويزخر الجنوب بالمناطق الجبلية الكثيفة والتي تكسوها الغابات، كما توجد في سورينام عدد من الأنهار، والتي نذكر منها نهر ماروني وهو أحد الأنهار الكبيرة بالبلاد ويشكل جزءا من حدود الدولة مع غيانا الفرنسية، بينما يشكل نهر كورانتين حدودها مع غيانا، وتوجد عدد من الأنهار الهامة الأخرى مثل نهر كوبنيم ونهر ساراماسا ونهر سورينام، وتكثر بسورينام الغابات المدارية الممطرة والتي تضم العديد من النباتات والأزهار المتنوعة بالإضافة للعديد من الحيوانات البرية والطيور النادرة.
وتعد قمة جبل جوليانا من أعلى القمم الجبلية في سورينام حيث يبلغ ارتفاعها 1230 متر فوق مستوى سطح البحر.

## التاريخ
في بداية القرن 16، تم اكتشاف المنطقة من قبل المستكشفين الفرنسيين، الأسبانيين والإنكليز. قرن فيما بعد، تم إنشاء مزرعة من المستعمرات الهولندية والإنكليزية على اٍمتداد العديد من الأنهار في السهول الخصبة لغيانا. أقدم مستعمرة موثق لها في غيانا كانت على طول نهر سورينام وتسمى مارشالز كريك (خليج المارشال). سميت المنطقة نسبتا اٍلى أحد الاٍنجليز. وقد نشأت خلافات بين الهولنديين والإنجليز. عام 1667، قرر الهولنديون اٍستعادة المستعمرة الوليدة من الغزاة الاٍنجليز، وفق معاهدة بريدا. بادلت بريطانيا هولندا جزءا من مستعمرتها غيانا الغنية بقصب السكر (بأمريكا الجنوبية) مقابل المستعمرة الهولندية الباردة الجرداء، أمستردام الجديدة (بأمريكا الشمالية). الجزء الهولندي من غيانا سمي لاحقاً «سورينام»، وغير الإنجليز اسم «نيو أمستردام» إلى «نيو يورك».
في بداية القرن السابع عشر كان السكر سلعة إستراتيجية من المقام الأول وقد احتكرته بريطانيا بمزارعها الشاسعة في الهند وفي البحر الكاريبي. وفي الوقت نفسه كان الهولنديون محبطين من عزوف الأوروبيين من الانتقال للعمل والحياة كأجراء في مستعمرة هولندا الجديدة في الساحل الشمالي الشرقي لأمريكا الشمالية. لذا ففي عام 1640 بادلت بريطانيا هولندا جزءًا من مستعمرتها غيانا الغنية بقصب السكر (بأمريكا الجنوبية) مقابل المستعمرة الهولندية الباردة الجرداء، أمستردام الجديدة (بأمريكا الشمالية). الجزء الهولندي من غيانا سمي لاحقاً «سورينام»، وغير الإنجليز اسم «نيو أمستردام» إلى «نيو يورك».
اٍعتمد المزارعون الهولنديون اعتمادا كبيرا على العبيد الأفارقة لزراعة البن والكاكاو وقصب السكر ومزارع القطن على طول الأنهار. معاملة العبيد من قبل مالكيهم كانت سيئة جدا، فهرب الكثير من العبيد من المزارع. بمساعدة من الأمريكيين الأصليين الذين يعيشون في الغابات المطيرة المجاورة، العبيد الهاربون قاموا بتأسيس ثقافة جديدة وفريدة من نوعها والتي كانت ناجحة للغاية في حد ذاتها. تعرف عموما في اللغة الإنجليزية بالمارون (زنوج الأدغال)، ويكونون الآن عدة قبائل مستقلة، من بينها ساراماكا، باراماكا، نديوكا أو أوكان، كوينتي، ألوكو أو بوني والماطاواي.

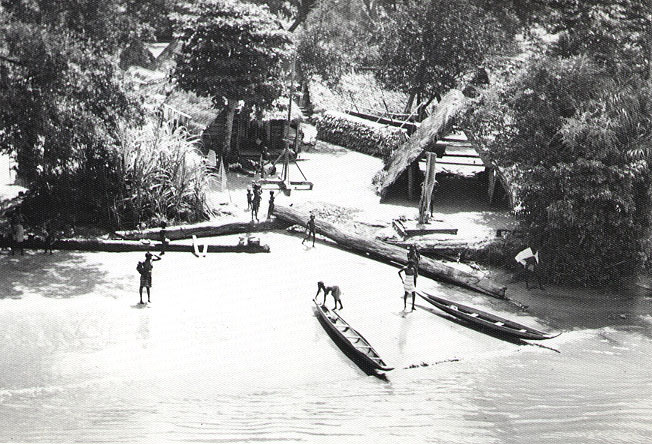
قرية المارون، نهر سورينام، 1955

غالبا ما قام المارون بشن غارات على المزارع لتجنيد أعضاء جدد، والحصول على النساء والأسلحة والطعام والمؤن. كانت هذه الهجمات مميتة في أغلب الأحيان للمزارعين الأربيين وأسرهم، وبعد عدة حملات غير ناجحة ضد المارون، قامت السلطات الأوروبية بتوقيع عدة معاهدات سلام معهم في القرن 19، منحت المارون وضعهم السيادي وحقوقهم في التجارة.
ألغيت العبودية في سورينام من جانب هولندا في عام 1863، ولكن لم يعتق كامل العبيد في سورينام حتى عام 1873، بعد مدة 10 سنوات إلزامية واٍنتقالية يتعين عليهم العمل خلالها في المزارع مقابل أجر ضئيل، ودون ممارسة التعذيب. ليصبحوا أحرارا في أقرب وقت، عانى العبيد الذين هجروا المزارع لعدة أجيال.
كمزرعة مستعمرة، سورينام كانت لا تزال تعتمد اعتمادا كبيرا على العمالة اليدوية، ولتعويض هذا النقص، قام الهولنديون بجلب العمال من الهند الشرقية الهولندية (اندونيسيا الحديثة) والهند (من خلال ترتيب مع البريطانيين). بالإضافة إلى ذلك، خلال أواخر القرن 19 وأوائل القرون 20، عدد صغيرة معظمه من الرجال تم جلبه من الصين والشرق الأوسط. على الرغم من أن عدد سكان سورينام لا يزال قليل نسبيا، اٍلاأن هذا التاريخ هو واحد من أكثر التواريخ تنوعا عرقيا وثقافيا في العالم.
في عام 1954، وضعت هولندا سورينام في ظل نظام الحكم الذاتي المحدود، مع الاحتفاظ بالسيطرة على الشؤون الدفاعية والخارجية. في عام 1973، الحكومة المحلية، على رأسها PNK (اٍلى حد كبير الكريول، تعني عرقيا الأفارقة أو حزب، خليط الأفارقة-الأوروبيون) بدأت المفاوضات مع الحكومة الهولندية حول الاستقلال الكامل، والذي منح في 25 نوفمبر 1975. جزء كبير من اقتصاد سورينام في العقد الأول بعد الاستقلال كانت تغذيه المساعدات الخارجية المقدمة من الحكومة الهولندية.
أول رئيس للبلاد كان يوهان فيريي، الحاكم السابق، مع هانك آرون (الزعيم الموالي لحزب سورينام الوطني) كوزير أول.
ما يقرب من ثلث سكان سورينام في ذلك الوقت هاجر إلى هولندا في السنوات التي سبقت الاستقلال، كما خشي الكثيرون من أن البلاد الجديدة ستكون أسوأ حالا مما كانت عليه قبل الاستقلال باعتبارها مستعمرة هولندية في ما وراء البحار. سورينام الشتات، أكثر من ربع مليون شخص من أصل سورينامي يعيشون في هولندا اليوم، بما في ذلك الكثير من الأعضاء الجدد في أندية كرة القدم الوطنية الهولندية.

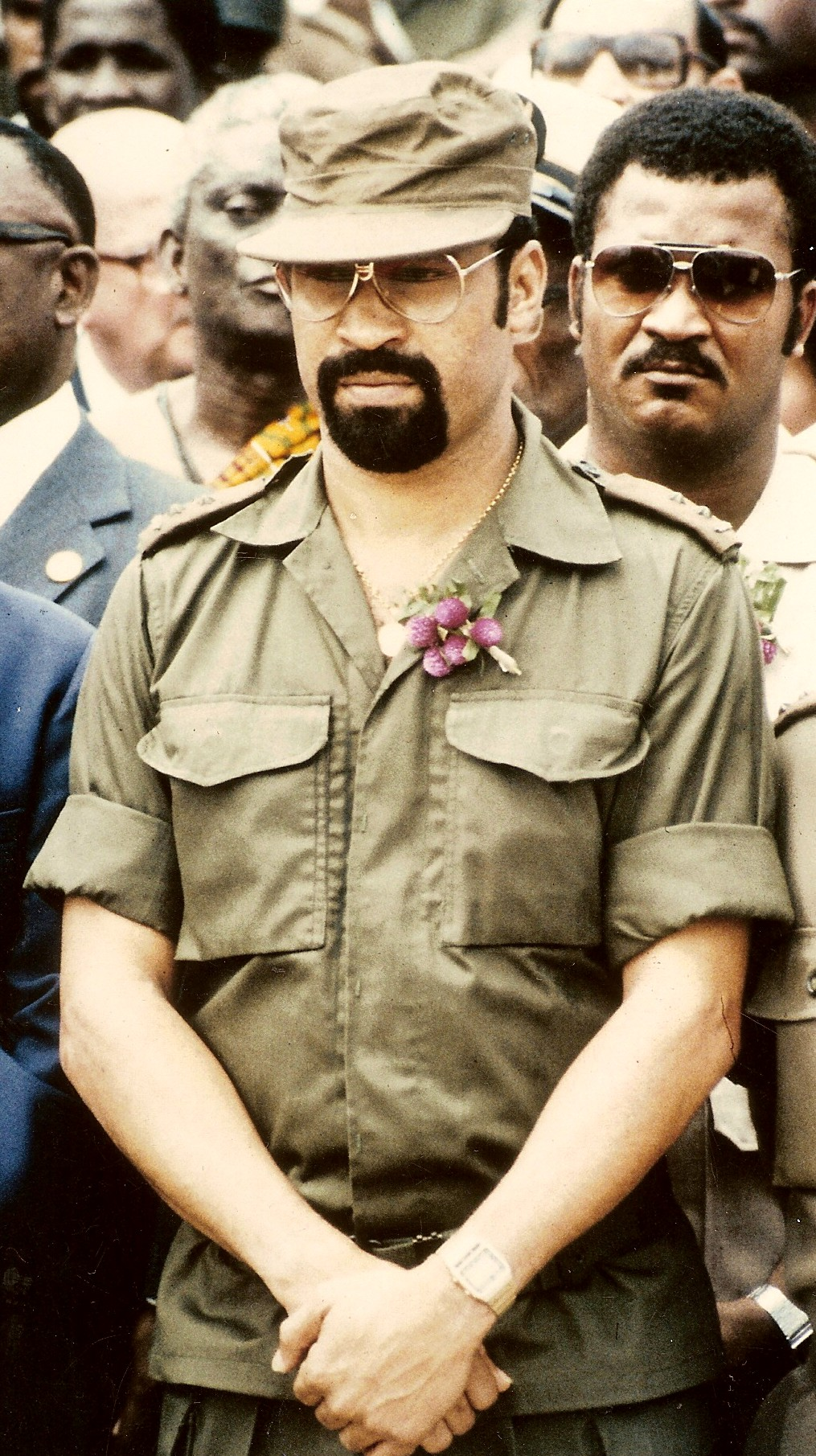
ديزي بوترس عام 1985

في 25 فيفري 1980، انقلاب عسكري ضد الحكومة الديمقراطية وإعلان الجمهورية الاشتراكية،  ومعها بدأت فترة من المصاعب الاقتصادية والاجتماعية في البلاد. في 8 ديسمبر عام 1982، العسكر، تحت قيادة ديزي بوترس، اعتقل العديد من المواطنين البارزين الذين اتهموا بالتآمر ضد الحكومة. لقد تعرضوا للتعذيب وبالتأكيد قتلوا خلال الليل، سرعان ما علقت هولندا جميع المساعدات الأجنبية لسورينام بعد هذه الحادثة. (اٍعتبارا من أوت 2008، يحاكم ديزي بوترس حاليا في سورينام لدوره في عمليات القتل هذه.)
أجريت الانتخابات في عام 1987 واعتمد دستور جديد، من بين أمور أخرى ما يسمح للدكتاتور أن يظل مسؤولا عن الجيش. بوتر الغير راضي عن الحكومة، قام باٍقالتها دون سابق اٍنذار عام 1990، عبر الهاتف. هذا الحدث أصبح معروفا شعبيا «بالانقلاب عبر الهاتف». سلطة بوترس بدأت تضعف بعد انتخابات عام 1991 ومع الحرب الأهلية الشرسة بين جيش سورينام والمارون، موالون لزعيم المتمردين روني برانسويجك، زادوا من إضعاف موقفه خلال سنوات التسعينات.
ديمقراطية سورينام اكتسبت بعض القوة بعد اٍضطرابات سنوات التسعينات، واقتصادها أصبح أكثر تنوعا وأقل اعتمادا على المساعدة المالية الهولندية. تعدين البوكسايت (خام الالومنيوم) لا يزال يشكل مصدر دخل قوي، ولكن اكتشاف واستغلال النفط والذهب زاد إلى حد كبير من الاستقلال الاقتصادي لسورينام. الزراعة، وبخاصة الأرز والموز لا تزال تمثل عنصرا قويا للاقتصاد، والسياحة البيئية توفير فرص اقتصادية جديدة. أكثر من 80 ٪ من أراضي سورينام تتكون من الغابات المطيرة البكر، ومع إنشاء محمية سورينام الطبيعية المركزية عام 1998، اشارت سورينام اٍلى اٍلتزامها بالحفاظ على هذا المورد الثمين. عام 2000 أصبحت محمية سورينام الطبيعية المركزية ضمن مواقع التراث العالمي.

## الحكومة والسياسة
سورينام هي جمهورية ديمقراطية تمثيلية واستنادًا إلى دستور عام 1987، يتكون الفرع التشريعي للحكومة من 51 عضوًا من مجلس واحد هي الجمعية الوطنية، يتم انتخابهم في وقت واحد وشعبيًا لمدة خمس سنوات.

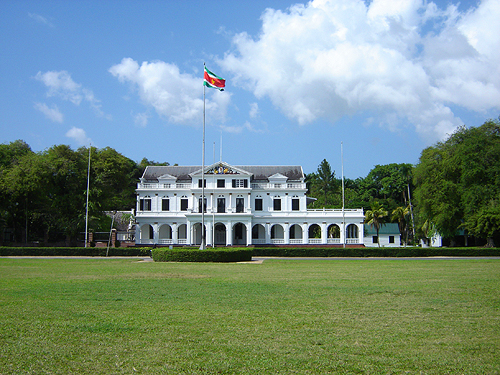
القصر الرئاسي لسورينام في ماريماربيو.

يتم انتخاب رئيس سورينام لمدة خمس سنوات بأغلبية ثلثي أعضاء الجمعية الوطنية، وإذ لم يتمكن ما لا يقل عن ثلثي أعضاء الجمعية الوطنية من الاتفاق على التصويت لمرشح رئاسي واحد، يتم تشكيل مجلس الشعب من جميع مندوبي الجمعية الوطنية والممثلين الإقليميين والبلديين الذين تم انتخابهم عن طريق التصويت الشعبي في الانتخابات الوطنية الأخيرة. ويجوز انتخاب الرئيس بأغلبية أعضاء مجلس الشعب الذي يدعو إليه إجراء انتخابات خاصة.

### العلاقات الخارجية

العلاقات الدبلوماسية لسورينام.

### التقسيم الإداري

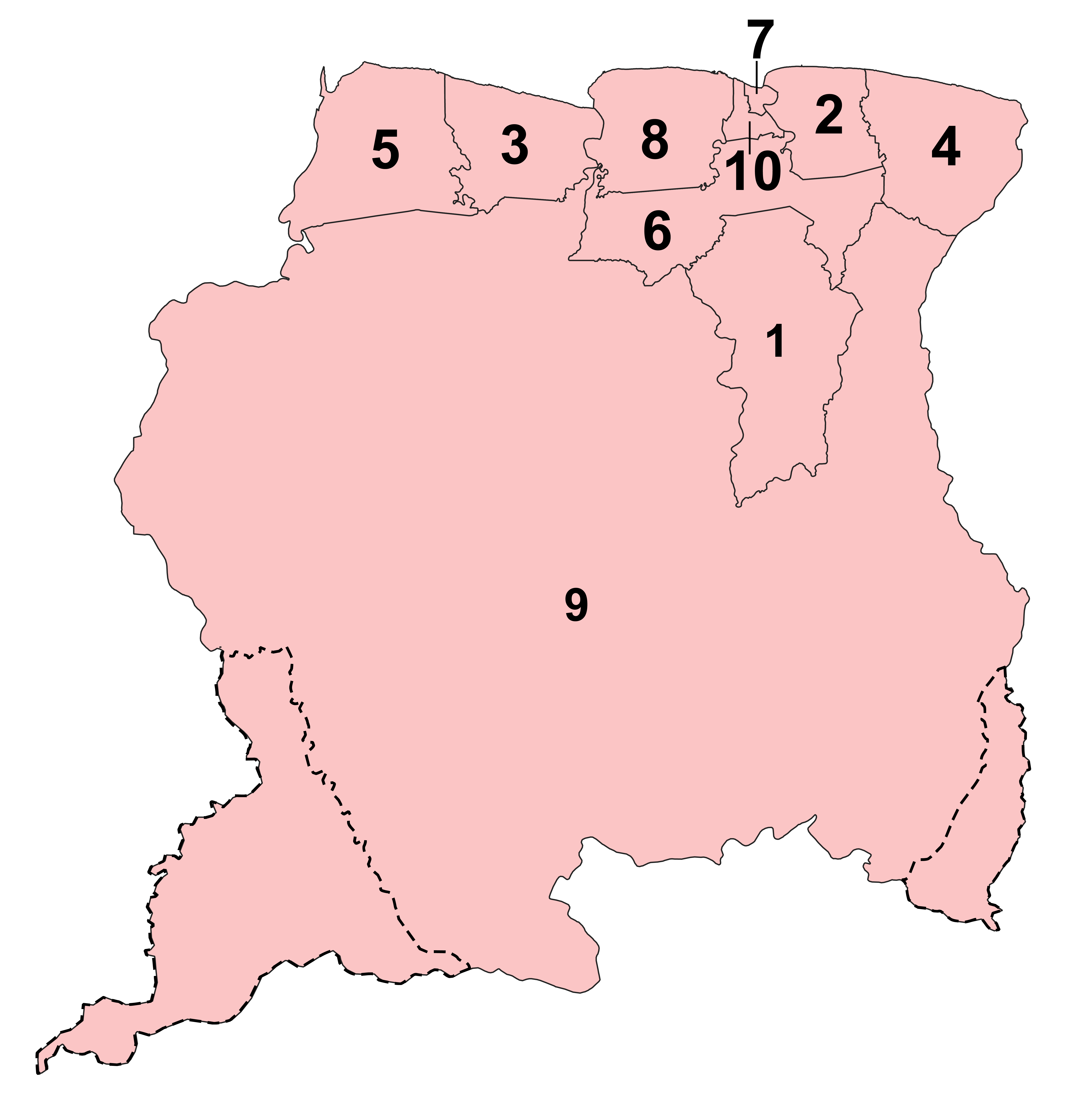
خريطة لضواحي سورينام حسب الترتيب الأبجدي

تنقسم سورينام إلى ضواحي (District) في المستوى الإداري الأول وفي المستوى الإداري الثاني تنقسم هذه الضواحي إلى 62 منتجع (Resorts). باراماريبو هي عاصمة ضاحية باراماريبو وكذلك عاصمة سورينام.
| رقم على الخريطة | الضاحية          | العاصمة      | المساحة (كم²) | تعداد السكان (تعداد 2012) | الكثافة السكانية (نسمة/كم²) |
| --------------- | ---------------- | ------------ | ------------- | ------------------------- | --------------------------- |
| 1               | ضاحية بروكوبوندو | بروكوبوندو   | 7,364         | 15,909                    | 2.2                         |
| 2               | ضاحية كوميويجني  | نيو أمستردام | 2,353         | 31,420                    | 13.4                        |
| 3               | ضاحية كوروني     | توتنس        | 3,902         | 3,391                     | 0.9                         |
| 4               | ضاحية مارويجيني  | ألبينا       | 4,627         | 18,294                    | 4.0                         |
| 5               | ضاحية نيكيري     | نيو نيكيري   | 5,353         | 34,233                    | 6.4                         |
| 6               | ضاحية بارا       | أنفرواخت     | 5,393         | 24,700                    | 4.6                         |
| 7               | ضاحية باراماريبو | باراماريبو   | 182           | 240,924                   | 1323.8                      |
| 8               | ضاحية ساراماكا   | غرونينغن     | 3,636         | 17,480                    | 4.8                         |
| 9               | ضاحية سيباليويني | لايوجد       | 130,567       | 37,065                    | 0.3                         |
| 10              | ضاحية وانيكا     | ليليدرب      | 443           | 118,222                   | 266.9                       |
|                 | سورينام          | باراماريبو   | 163,820       | 541,638                   | 3.3                         |

## الاقتصاد

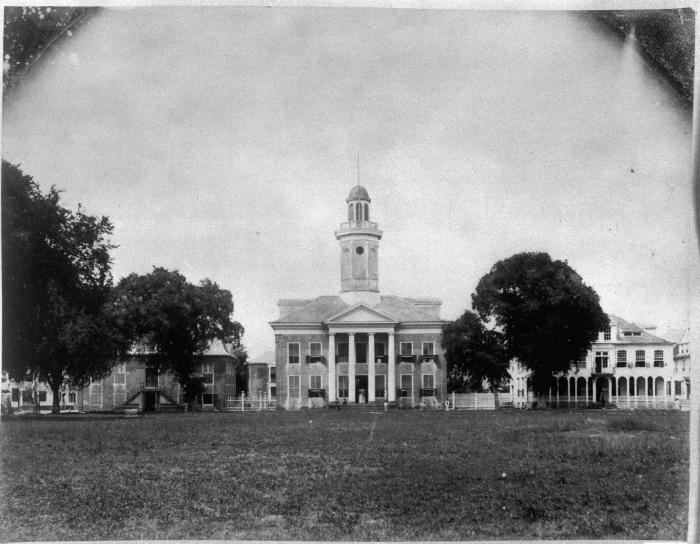
مبنى وزارة المالية

تهيمن صناعة البوكسيت على اقتصاد سورينام، وهو ما يمثل أكثر من 15 ٪ من الناتج المحلي الإجمالي و70 ٪ من عائدات التصدير. منتجات التصدير الرئيسية الأخرى تشمل الأرز والموز والروبيان.

### الزراعة
بدأت سورينام مؤخرا استغلال بعض اٍحتياطها الكبير من النفطي والذهب. حوالي ربع السكان يعمل في القطاع الزراعي (الزراعة حرفة السكان الأولي، وتتركز في المنطقة الساحلية والحاصلات تتكون من الأرز، وقصب السكر، والبن، والقطن، ويشغل الأرز أكبر قدر من المساحة الزراعية بالبلاد).

### الصناعة
تنتج الغابات كميات كبيرة من الأخشاب التي تعتمد عليها صناعة الأخشاب في سورينام في إنتاج ألواح ورقائق الخشب (الأبلكاش). يعتمد الاقتصاد السورينامي اعتمادا كبيرا على التجارة، وشركائها التجاريين الرئيسيين، هولندا، والولايات المتحدة وكندا ودول الكاريبي.
بعد توليها السلطة في خريف عام 1996، قامت حكومة جول البير فيجدينبوش باٍنهاء برنامج التكيف الهيكلي للحكومة السابقة، زعمت انها كانت غير عادلة بالنسبة للفئات الأكثر فقرا في المجتمع. انخفضت العائدات الضريبية عن المردود الضريبي القديم وفشلت الحكومة في إيجاد بدائل جديدة. بحلول نهاية عام 1997، تم تجميد الأموال الهولندية المخصصة للتنمية في سورينام بعد تدهورت العلاقات بين حكومة سورينام وهولندا. تباطأ النمو الاقتصادي في عام 1998، مع انخفاض في التعدين، البناء وقطاعات المرافق العامة. نفقات الحكومة المستشرية، سوء تحصيل الضرائب، تضخم قطاع الخدمة المدنية، انخفاض المساعدات الخارجية في عام 1999 ساهمت في عجز الموازنة والمقدر ب 11 ٪ من الناتج المحلي الإجمالي. عملت الحكومة لتغطية هذا العجز من خلال التوسع النقدي، والذي أدى إلى زيادة كبيرة في معدل التضخم.

### الإنتاج
- الناتج المحلي الإجمالي (إحصاء 2006): 2.11 مليار دولار.
- معدل النمو السنوي بالناتج المحلي الإجمالي الحقيقي (إحصاء 2006): 5.8 ٪.
- نصيب الفرد من الناتج المحلي الإجمالي (إحصاء 2006): 4,000 دولار أمريكي.
- التضخم (2006): 5.6 ٪.
- الموارد الطبيعية: البوكسيت والذهب والنفط، وخام الحديد والمعادن الأخرى؛ الغابات؛ إمكانات توليد الطاقة الكهرومائية، والأسماك والروبيان.
- الزراعة: منتجات الأرز، الموز، الأخشاب والحمضيات.
- الصناعة: أنواع-الألومينا، النفط، الذهب، السمك، الجمبري والخشب.
- التجارة (2005): الصادرات للولايات المتحدة الأمريكية 929.1 مليون دولار تشمل الألومينا، الذهب، النفط الخام، الأخشاب والمنتجات الخشبية والأرز والموز والأسماك والروبيان.
- الأسواق الرئيسية: النرويج (23.9 ٪)، الولايات المتحدة (16.8 ٪)، كندا (16.4 ٪)، فرنسا (8.1 ٪) وأيسلندا (2.9 ٪).
- الواردات: 1.1 مليار دولار تشمل المعدات التجهيزية، للنفط، منتجات الحديد والصلب، المنتجات الزراعية والسلع الاستهلاكية.
- الموردين الرئيسيين: الولايات المتحدة (24.4 ٪)، هولندا (14.5 في المائة)، ترينيداد وتوباغو (10.5 في المائة)، الصين (5.4 ٪)، اليابان (4.3 ٪) والبرازيل (3.6 ٪).

## الديموغرافيا

### السكان

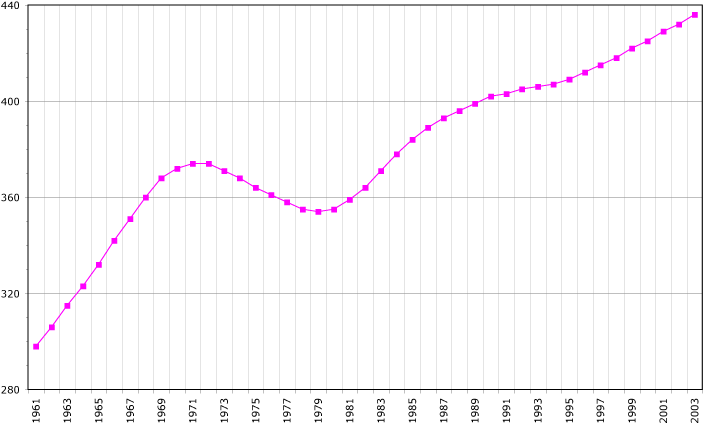
النمو السكاني في سورينام. العمود يمثل عدد السكان بالآلاف.

عدد السكان: بلغ عدد سكان سورينام حوالي 438,144 (حسب تقديرات شهر تموز 2009) وهي بذلك تحتل الترتيب 170 على مستوى دول العالم من حيث عدد السكان.
- التركيب السكاني بالنسبة للأعمار (2009)
- 0-14 سنة = 27.1% من عدد السكان (الذكور 66.603 / الإناث 64.035)
- 15-64 سنة= 66.6% من عدد السكان (الذكور 159.525 / الإناث 160.871)
- 65 سنة فما فوق = 6.3% من عدد السكان (الذكور 13.004 / الإناث 17.229)

نسبة النمو السكاني (تقديرات 2009) 1.103% وهي تحتل المركز 123 على مستوى العالم
- نسبة الزيادة السكانية (تقديرات 2009) 16.8 مولود / 1000 نسمة
- نسبة الوفيات (تقديرات 2009) 5.51 وفاة / 1000 نسمة
- توزيع الذكور والإناث (تقديرات 2009)
- بين المواليد الجدد = 1.07 ذكر / أنثى
- تحت 15 سنة = 1.04 ذكر / أنثى
- 15-64 سنة= 0.99 ذكر / أنثى
- 65 سنة فما فوق = 0.76 ذكر / أنثى
- المعدل بين مجموع السكان = 0.99 ذكر / أنثى

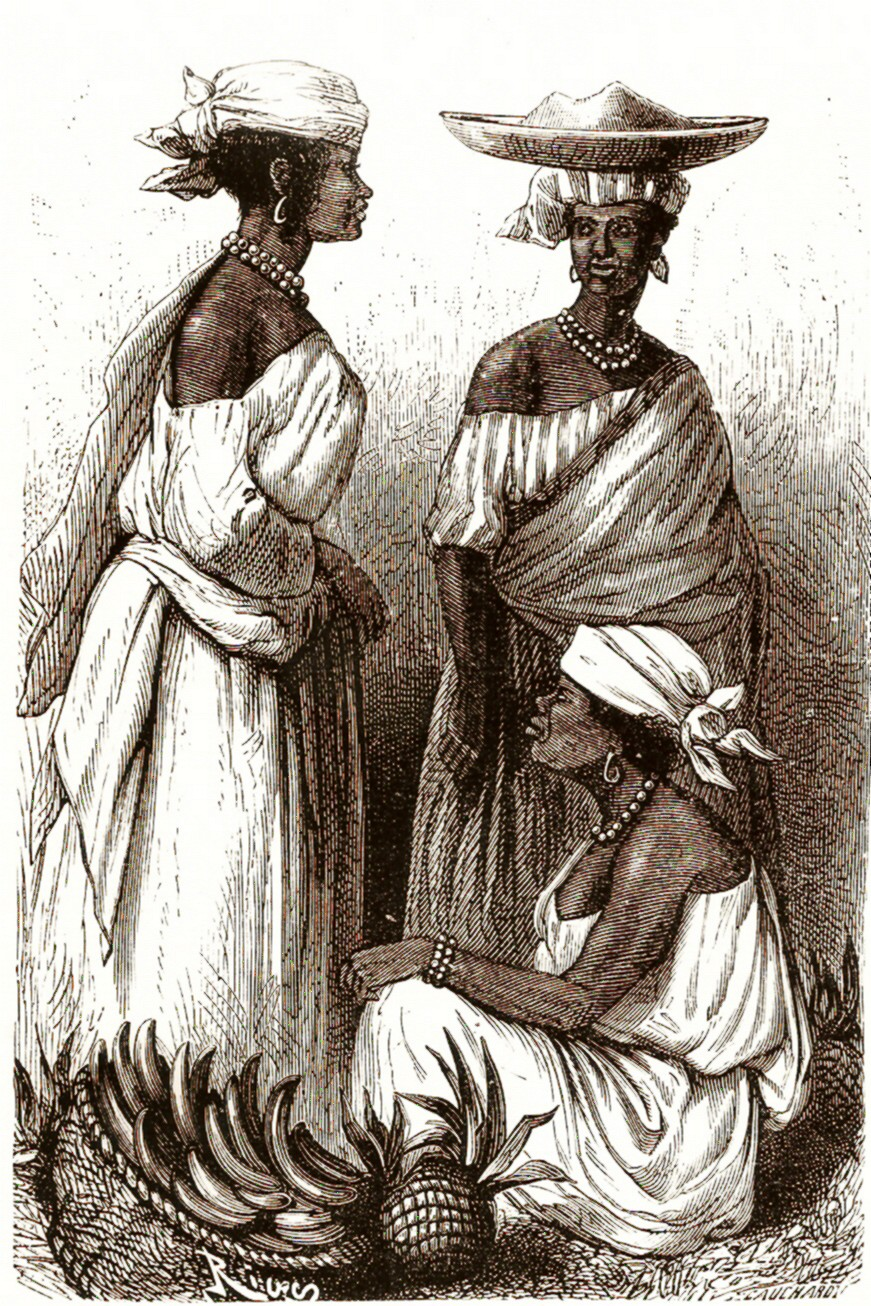
نساءمطوقات في سوق باراماريبو، منتصف القرن التاسع عشر

- معدل الأعمار المتوقع (تقديرات 2009)
- المعدل العام = 73.73 سنة وتحتل الترتيب 97 بين دول العالم
- الذكور = 71 سنة
- الإناث = 76.65 سنة
- نسبة الخصوبة (تقديرات 2009)

1.99 مولود / امرأة وتحتل الترتيب 130 بين دول العالم
- المجموعات العرقية كان سكان سورينام قبل احتلالها يتكونون من الهنود الأمريكيين، ثم وصل الأوروبين في النصف الثاني من القرن السابع عشر الميلادي، وازدادت الهجرة الأوروبية إليها في القرن الثامن عشر في ظل الاحتلال الهولندي، وجلب الهولنديين عدة آلاف من الرقيق الأفريقي لاستغلالهم في الزراعة بسورينام، ولقد لجأ العديد من الأفارقة إلى غابات وادغال سورينام وتمردوا على الهولنديين، وعقد صلح بين الطرفين في سنة (1280 هـ -1863 م) واستقدم الهولنديين العمال من الصين وأندونيسيا والهند، وهكذا أصبح سكان سورينام خليطاً أفريقياً، آسيوياً، أوروبياً:
- الهندوستانيين (أجدادهم من أصول هندية هاجروا إلى البلاد في القرن التاسع عشر) 37%
- الكريول (خليط من البيض والسود) 31%
- اليابانيون 15%
- المارون (أصولهم أفريقية جاء أجدادهم كعبيد إلى البلاد في القرن الثامن عشر) 10%
- الهنود الأمريكيين 2%
- الصينيون 2%
- البيض 1%
- آخرون 2%

### الدين

علم سورينام القديم

ليس هناك الديانة السائدة في البلد. المسيحية سواء في شكل الكنيسة الرومانية الكاثوليكية ومختلف الطوائف البروتستانتية، هي السائدة بين الكريول والمارون. معظم الهندوستان يدينون بالهندوسية، ولكن بعضهم يعتنق الإسلام أو المسيحية. الجاويون ينتسبون إما اٍلى الإسلام أو المسيحية. تبلغ نسبة المسلمين من سكان سورينام 20 ٪، التي هي أعلى نسبة أقلية من المسلمين في كل بلاد العالم الجديد.
تركيبة سكان سورينام مماثلة لغيانا المجاورة، باستثناء الشريحة الإندونيسية الكبيرة (والتي لا توجد في غيانا). غيانا الفرنسية، والتي هي جزء من فرنسا، لا تقوم بجمع الإحصاءات العرقية، لكن يعتقد أن بها نسبة صغيرة من الهندوستان والإندونيسيين. الغالبية العظمى من السكان (حوالي 90 ٪) يعيشون في باراماريبو أو على الساحل وهناك أيضا أعداد كبيرة من السوريناميين في هولندا، في عام 2005 كان هناك 328.300 سورينامي يعيشون في هولندا، والذي يمثل 2 % من مجموع سكان هولندا، مقارنة ب 438,144 في سورينام نفسها.
هذه المجموعات كلها ممثلة في العلم القديم سورينام.

### اللغة
يتحدث السوريناميون العديد من اللغات. اللغة الهولندية هي اللغة الرسمية ولغة التعليم، الحكومة، التجارة والإعلام. أصبحت سورينام العضو الثالث في اتحاد اللغة الهولندية عام 2004. يتحدث 60 % من السوريناميين الهولندية كلغة أم، بينما يتحدثها آخرون كلغة ثانية أو ثالثة. في العاصمة باراماريبو ثلثي الأسر تتحدث الهولندية. فقط في المناطق الداخلية لسورينام يندر استخدام الهولندية. سرانان طونغو لغة محلية عادتا تتحدثها مجموعة السكان الكريول، هي اللغة الأكثر اٍستخداما في الشوارع وغالبا ما تعتمد على شكليات من الإعداد بالتبادل مع الهولندية.
الهندية السورينامية، لهجة بوجبيري وهي ثالث لغة مستعملة، يتحدثها أحفاد العمال البريطانيين من أصل أسيوي. الجاوية يتحدثها أحفاد العمال الجاويين. لغة المارون يتحدثها الساراماكا، باراماكا، نديوكا أو أوكان، كوينتي، ألوكو أو بوني والماطاواي. لغة الأمريكيين الأصليين يتحدثها الأمريكيون الأصليون، بما في ذلك لغات الكاريبي والأراواكية. الهاكا والكانتونية هي اللغات التي يتحدثها أحفاد العمال الصينيين. المندرينية يتحدثها بعض المهاجرين الصينيين الجدد. الإنجليزية، الإسبانية والبرتغالية مستعملة أيضا. الإسبانية والبرتغالية يتحدثها سكان دول أمريكا اللاتينية وذريتهم، وأحيانا يتم تدريسها في المدارس.
الخطاب العام حول لغات سورينام هو جزء من المناقشات الجارية حول هوية البلد الوطنية. بينما ينظر البعض للهولندية على أنها من مخلفات الاستعمار، استخدام لغة سرانان طونغو الشعبية أصبحت مرتبطة بالسياسة القومية العامة بعد استخدامها من قبل الديكتاتور السابق ديزي بوترس في سنوات الثمانينات، اقترح البعض تغيير اللغة الوطنية اٍلى اللغة الإنجليزية، وذلك لتحسين التواصل بمنطقة البحر الكاريبي وأمريكا الشمالية، أو إلى الإسبانية، نشير إلى موقع سورينام في أمريكا الجنوبية، على الرغم من عدم وجود جيران ناطقين بالإسبانية. مع ذلك الهولندية هي اللغة الرسمية الوحيدة، مع أكثر من 60 في المئة من السكان يتحدثونها كلغتهم الأم، أصبحت البلاد عضوا منتسبا لاتحاد اللغة الهولندية منذ 2004.

### الصحة
معدل الخصوبة 2.6 مولود لكل امرأة. كان الإنفاق العام 3.6 ٪ من الناتج المحلي الإجمالي في عام 2004، في حين كان الإنفاق الخاص بنسبة 4.2 في المئة. كان هناك 45 طبيبا لكل 100,000 نسمة في أوائل سنوات 2000. معدل وفيات الرضع بلغ 30 لكل 1,000 مولود حي. العمر المتوقع للذكور عند الولادة هو 66.4 سنة، في حين أن العمر المتوقع للإناث عند الولادة حوالي 73 عاما.

## النقل والمواصلات

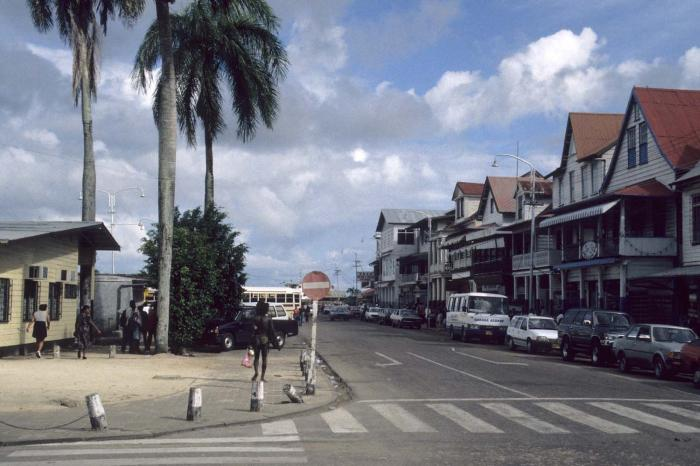
منظر لأحد شوارع باراماريبو يظهر سير السيارات اٍلى يسار الطرق

سورينام وجارتها غيانا هما البلدين الوحيدين (في أرض القارة الأمريكية) الذين ما زالا يتبعون نظام السياقة على يسار الطريق. في غيانا هذه الممارسة موروثة من سلطات المملكة المتحدة الاستعمارية، ولكن سبب سورينام غير معروف، لأن هولندا كانت دائما تتبع نظام السياقة اٍلى اليمين.

## الثقافة

### الأعياد والعطلات الرسمية
نظرا لتراث البلد المتعدد الثقافات، فسورينام تحتفل بمجموعة من المهرجانات العرقية والدينية المتميزة. هناك العديد من المناسبات والأعياد التي لا يمكن تحديدها حسب التقويم الميلادي كعيد الفطر وعيد الأضحى وهذه الأعياد تعتمد على التقويم الهجري وهناك أعياد أخرى ترتبط بالهندوسية أيضا لا يمكن تحديد تاريخ معين لها.

### عشية رأس السنة الجديدة
تسمى عشية رأس السنة الجديدة في سورينام أود جآر، أو السنة القديمة. فخلال هذه الفترة يذهب سكان سورينام إلى الأحياء التجارية بالمدينة لمشاهدة الألعاب النارية. أكبر استثمارات المخازن هي هذه الألعاب النارية التي يتم عرضها في الشوارع. كل سنة تتم مقارنة أطوالها، وتعطى الجائزة الكبرى للشركة التي تمكنت من عرض أكبر وشاح.
هذه الاحتفالات تبدأ في الساعة 10 صباحا وتنتهي في اليوم التالي. يمر اليوم عادة مليئا بالضحك والرقص والموسيقى، الشراب. عندما يبدأ الليل، أطراف الشوارع الكبيرة تمتلئ عن آخرها. الكرنفال الأكثر شعبية هو الذي يعقد في كافيت فات أهم منطقة سياحية. تتوقف الحفلة بين 10 و 11 ليلا. بعد ذلك عند منتصف الليل يذهب الناس إلى ديارهم على ضوء باغاراس (بين أشرطة-الألعاب النارية-الحمراء). بعد 12، تواصل الحفلة وتملئ الشوارع مرة أخرى حتى الفجر.

### الرياضة
بعض أعظم لاعبي كرة القدم الممثلين لهولندا، مثل فرانك ريكارد، رود خوليت، باتريك كلايفرت، إدغار ديفيدز، ستانلي مينزو، جيمي فلويد هاسلبانك، أرون وينتر، كلارنس سيدورف هم من أصول سورينامية. ديفيدز على وجه الخصوص قد كتب من اٍفتخاره العاطفي بتراثه السورينامي ورغبته بحضور مباريات كرة قدم هناك. هناك أبطال محليين في رياضات أخرى كذلك، مثل بريمراغ بيندا، المعروف أكثر باسم الرياضي الذي سيطر على سباق 10 كم المحلي لقرابة عقد من الزمان، ستيفن فيسمال وليتيسيا فريسدي ومن أشهر رياضيي ألعاب القوى السوريناميين طومي أسينغا.

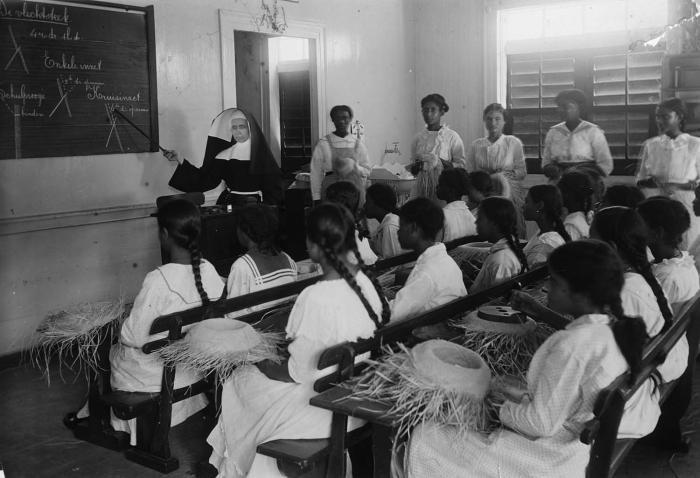
صورة لفصل بأحد مدارس سورينام

أنطوني نيستي هو الشخص الوحيد الذي فاز بميدالية (السباحة) لسورينام في دورة الألعاب الأولمبية. أصله من ترينيداد وتوباغو، وليس من سورينام، يعيش الآن في غينزفيل، فلوريدا، الولايات المتحدة الأمريكية، وهو مدرب جامعة ولاية فلوريدا. فهو أساسا مدرب المسافات.

### التعليم في سورينام
صافي معدل الالتحاق بالمدارس الابتدائية كانت 94 ٪ في عام 2004. التعليم إلزامي حتى سن ال 12.
محو الأمية منتشر جدا، خاصة بين الذكور. جامعة البلد هي جامعة سورينام أنتون دو كوم.

## الإعلام والاتصالات
الصحيفة الأكثر شعبية هي دي وير تيجد. لدى سورينام 24 محطة إذاعة منها اٍثنين تبثان على شبكة الإنترنت (أبينتي و راديو 10). وهناك أيضا عشرات من شبكات التلفزيون بما في ذلك (أس تي في أس، أر بي أن، أي بي سي، أي تي في، موستيكا وكارودا). كما يستمع اٍلى أم أي أر تي (إذاعة وتلفزيون أمستردام المتعدد الثقافات)، تذيع من أمستردام والتي أسسها الهولنديون من أصل سورينامي. كوندريمان هي واحدة من أكثر الرسوم المتحركة شعبية في سورينام.

## السياحة في سورينام

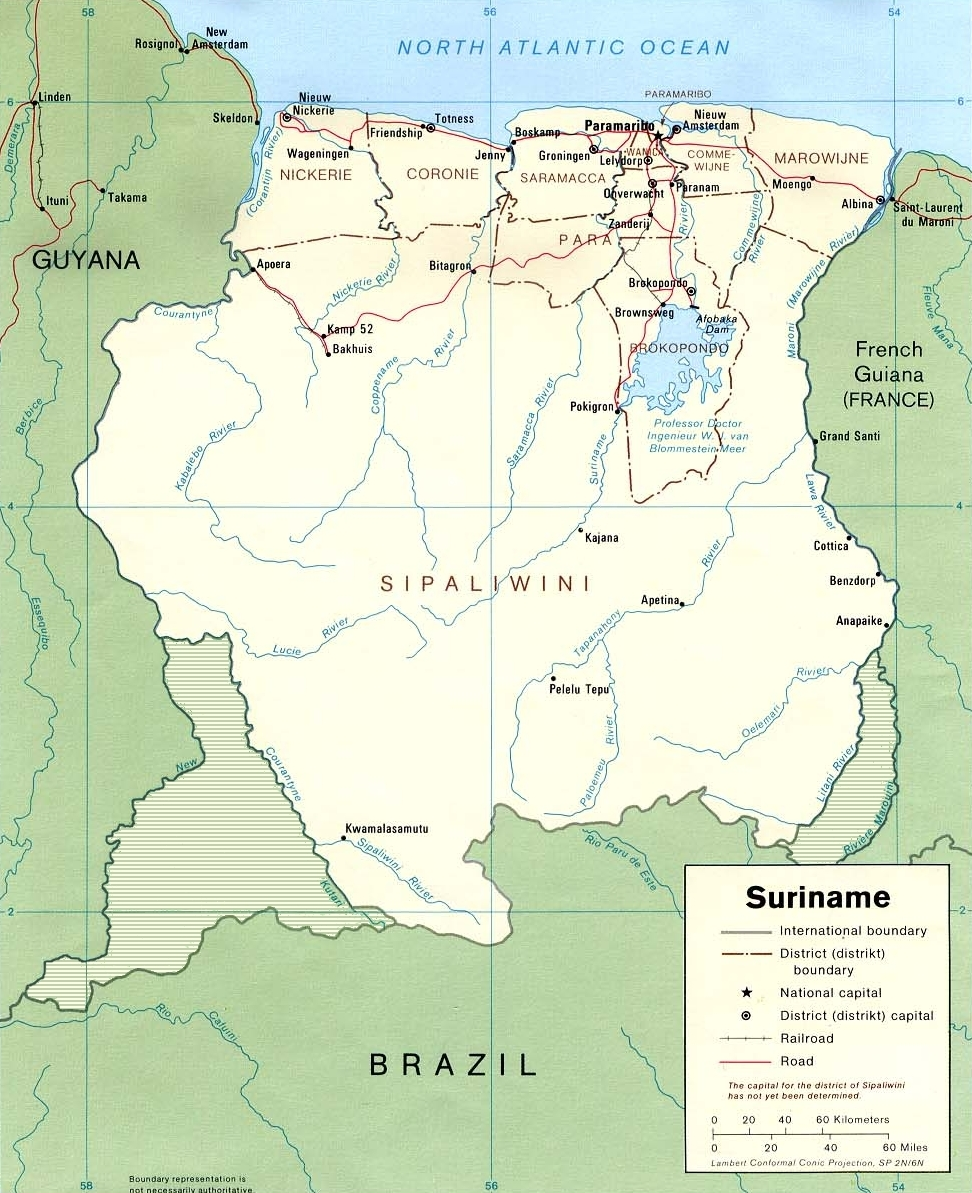
خريطة سورينام 1991 للمناطق المتنازع عليها

الصناعة الفندقية مهمة لاقتصاد سورينام. تأجير الشقق، أو ظاهرة تأجير المنازل، شعبية في سورينام.
الآن، هناك العديد من الفنادق الجديدة في سورينام، بما في ذلك مآريوت و أفضل أناقة غربية. كل الفنادق فخمة وخدماتها من الدرجة الأولى والتي تعطي السياح لحظات ممتعة أثناء اٍقامتهم في سورينام.
معظم السياح يزورون سورينام من أجل التنوع الحيوي لغابات الأمازون المطيرة البكر في جنوب البلاد، والتي تتميز بحيواناتها ونباتاتها. محمية سورينام الطبيعية المركزية هي اٍحدى أكبر وأهم المحميات، جزيرة تونكا في خزان بروكوبوندو هي موطن ريفي للسياحة البيئية تحت اٍدارة مآرون سارامكسانر. هناك أيضا العديد من الشلالات في جميع أنحاء البلاد: رالي فولز هي محمية طبيعية بمساحة 56,000 هكتار حول نهر كوبينام، غنية بالطيور. كذلك شلالات ماري بلانش على نهر نيكيري وشلالات ونوتوبو. جبل تافلبورغ في وسط البلاد محاط بمحمية تافلبورغ الطبيعية حول منبع نهر ساراماكا.
تضم سورينام العديد من المعالم الطبيعية الساحرة فتنتشر بها مساحات واسعة من الغابات المدارية والتي أعلن العديد منها كمحميات طبيعية، بالإضافة للعديد من المعالم الأثرية والتاريخية.